# Ludlow
Ludlow er en engelsk købstad i Shropshire, som ligger ved grænsen mellem England og Wales. Ludlow ligger også meget nær grænsen mellem Shropshire og Herefordshire. I Domesday Book var Ludlow en del af Herefordshire. På grund af sin beliggenhed var byen et administrativt og politisk centrum i Middelalderen. Byens store borg, Ludlow Castle er delvist bevaret. 